# Paula Orive
Paula Orive Ozores (Vitoria, 29 de noviembre de 1982) es una exgimnasta rítmica española que fue campeona del mundo de 3 cintas y 2 aros en el Mundial de Sevilla (1998), además de lograr otras numerosas preseas con la selección nacional de gimnasia rítmica de España, como la plata en la general de dicho Mundial o el bronce en 3 cintas y 2 aros en el Europeo de 1999. También fue campeona de España infantil (1994) y júnior (1996), y en conjuntos, campeona de España júnior con el Club Oskitxo (1995 y 1996).

## Biografía deportiva

### Inicios
Tras practicar natación en la Fundación Estadio, Paula comenzó en la gimnasia rítmica a los 7 años de edad. Ingresó en primer lugar en el Club Arabatxo con la entrenadora Agurtzane Ibargutxi, para posteriormente pasar al Club Oskitxo de Vitoria hacia 1992, club del que han surgido otras gimnastas españolas destacadas como Lorena Guréndez o Beatriz Nogales, bajo las órdenes de Natalia Notchevnaya. En 1994 fue campeona de España infantil, y tanto en 1995 como en 1996, campeona de España júnior de conjuntos con el Oskitxo. En 1996 fue campeona de España júnior individual. Ese mismo año comenzó a participar en torneos internacionales como individual júnior, entre ellos los de Fukuoka, Calais y Portimão, consiguiendo en los dos últimos la 4ª plaza y varios bronces. Para compitió en la categoría de honor en el Campeonato de España Individual celebrado en Valladolid, siendo 4ª en la general y bronce tanto en cuerda como en mazas. En julio de 1997 entró en el conjunto sénior de la selección nacional de gimnasia rítmica convocada por María Fernández Ostolaza.

### Etapa en la selección nacional

#### 1997 - 1998: título mundial en Sevilla
Aunque Paula entró a formar parte de la selección nacional de gimnasia rítmica de España en julio de 1997, no compitió como titular hasta septiembre en la Epson Cup de Tokio (Japón), donde logró el oro. Para 1997, las componentes del equipo ya habían trasladado su residencia del chalet de Canillejas a un edificio anexo al INEF y habían empezado a entrenar en el Centro de Alto Rendimiento de Madrid. María Fernández Ostolaza era desde diciembre de 1996 la nueva seleccionadora nacional tras la marcha de Emilia Boneva, que había sido operada en noviembre del corazón.
En 1998 los ejercicios fueron el de 3 cintas y 2 aros y el de 5 pelotas, que emplearon como música la sevillana «Juego de luna y arena» (inspirada en un poema de Lorca) y el tango «El vaivén» respectivamente, dos temas de José Luis Barroso. Paula sería ese año titular en los dos ejercicios. Tras disputar el equipo algunos torneos preparatorios en Kalamata o Budapest, en mayo de 1998 logró proclamarse campeón mundial en el Campeonato del Mundo de Sevilla. Fue en la competición de 3 cintas y 2 aros, donde el conjunto consiguió superar a Bielorrusia con una puntuación de 19,850. Además, el primer día el equipo había obtenido la medalla de plata en el concurso general con una nota acumulada de 39,133. Ocuparon el séptimo puesto en la competición de 5 pelotas. El combinado nacional recibió en este campeonato el Premio Longines a la Elegancia, un trofeo que suele entregar la marca de relojes homónima y la FIG durante las competiciones internacionales de gimnasia destacadas. El conjunto de ese año lo compusieron además de Paula, Sara Bayón, Marta Calamonte, Lorena Guréndez, Carolina Malchair, Beatriz Nogales y Nuria Cabanillas como suplente.

#### 1999: Mundial de Osaka
Para 1999, Nancy Usero era la nueva seleccionadora y entrenadora del conjunto. Nancy contó esa temporada con Dalia Kutkaite como asistente y entrenadora del conjunto júnior, y con Cristina Álvarez como coreógrafa el primer año. Durante ese año, los dos ejercicios fueron el de 3 cintas y 2 aros y el de 10 mazas, el primero con «Zorongo gitano» y el segundo con «Babelia» de Chano Domínguez, Hozan Yamamoto y Javier Paxariño, como música. Paula sería titular en los dos ejercicios. El conjunto titular lo compusieron ese año Paula, Sara Bayón, Marta Calamonte, Lorena Guréndez, Carolina Malchair y Beatriz Nogales. A finales de mayo se disputó el Campeonato Europeo en Budapest. En el concurso general, el conjunto quedó en séptima posición, debido a una mala calificación en el ejercicio de 10 mazas. En la competición de 3 cintas y 2 aros obtuvo la medalla de bronce. En agosto el conjunto logró la medalla de plata en 3 cintas y 2 aros en el DTB-Pokal de Bochum. A finales de septiembre se disputó el Campeonato Mundial de Osaka. El conjunto quedó en séptima posición en el concurso general, lo que les dio la clasificación para los Juegos Olímpicos de Sídney del año siguiente. Posteriormente, ocupó el sexto lugar tanto en el ejercicio de 3 cintas y 2 aros como en el de 10 mazas.
Sin embargo, Paula no pudo disputar los Juegos Olímpicos ya que la seleccionadora Nancy Usero decidió prescindir de ella y de sus compañeras Marta Alvés, Sara Bayón y Ana del Toro, por lo que se retiró en noviembre de 1999.

### Retirada de la gimnasia
Tras retirarse de la competición en noviembre de 1999, en marzo de 2000 recibió un homenaje por parte de la Federación Vasca de Gimnasia. Posteriormente se sacó el título de Técnico Nacional de III Nivel y se licenció en Educación Física y Deporte. Poco después comenzó a dirigir junto a Diana Rodríguez a las cheerleaders del equipo vitoriano de baloncesto TAU Cerámica, conocidas como Dancing Team Baskonia, llegando también a ejercer como animadora en algunas ocasiones. En la actualidad es directora técnica y entrenadora del Club Oskitxo de Vitoria, tras haber sido ayudante de la entrenadora Natalia Notchevnaya desde 2000. En noviembre de 2016 impulsó junto a María Ereñaga un proyecto de tecnificación conjunto llamado Gimnasia Vitoria, que está integrado por los clubes que dirigen, el Rítmica Vitoria y el Oskitxo, en el que también están involucradas Lorena Guréndez, Tania Lamarca y Estíbaliz Martínez en diferentes áreas. En abril de 2020 subastó por 975 euros uno de los maillots con los que se proclamó campeona mundial en una puja benéfica para la lucha contra el COVID-19.

## Equipamientos
| Período     | Proveedor |
| ----------- | --------- |
| 1997 - 1999 | Arena     |

## Música de los ejercicios
| Año  | Aparatos                               | Música                                                                                          |
| ---- | -------------------------------------- | ----------------------------------------------------------------------------------------------- |
| 1998 | 5 pelotas                              | Tango «El vaivén», de José Luis Barroso.                                                        |
| 1998 | 3 cintas y 2 aros                      | Sevillana «Juego de luna y arena» (inspirada en un poema de Lorca), de José Luis Barroso.       |
| 1999 | 10 mazas                               | «Babelia», de Chano Domínguez, Hozan Yamamoto y Javier Paxariño.                                |
| 1999 | 3 cintas y 2 aros                      | «Zorongo gitano», canción popular española adaptada por Federico García Lorca y La Argentinita. |
| 1999 | Ejercicio de exhibición (Manos libres) | «Balanca», tema flamenco.                                                                       |

## Palmarés deportivo

### Selección española
| 1997 - Epson Cup Oro en concurso general 1998 - Thiais Oro en concurso general Oro en 5 pelotas Oro en 3 cintas y 2 aros - Kalamata Cup Plata en concurso general Oro en 5 pelotas Oro en 3 cintas y 2 aros - Budapest Tournament Oro en concurso general Oro en 5 pelotas Oro en 3 cintas y 2 aros - Estella International Oro en concurso general - Campeonato del Mundo de Sevilla Plata en concurso general 7º puesto en 5 pelotas Oro en 3 cintas y 2 aros | 1999 - Kalamata Cup 7º puesto en concurso general Bronce en 10 mazas - Thiais 4º puesto en concurso general 4º puesto en 10 mazas Bronce en 3 cintas y 2 aros - Budapest Tournament Oro en concurso general 4º puesto en 10 mazas Oro en 3 cintas y 2 aros - Campeonato de Europa de Budapest 7º puesto en concurso general Bronce en 3 cintas y 2 aros - DTB-Pokal de Bochum 6º puesto en concurso general 5º puesto en 10 mazas Plata en 3 cintas y 2 aros - Campeonato del Mundo de Osaka 7º puesto en concurso general 6º puesto en 10 mazas 6º puesto en 3 cintas y 2 aros |

## Premios, reconocimientos y distinciones
- Premio Longines a la Elegancia en el Campeonato del Mundo de Sevilla (1998)[8]

## Galería

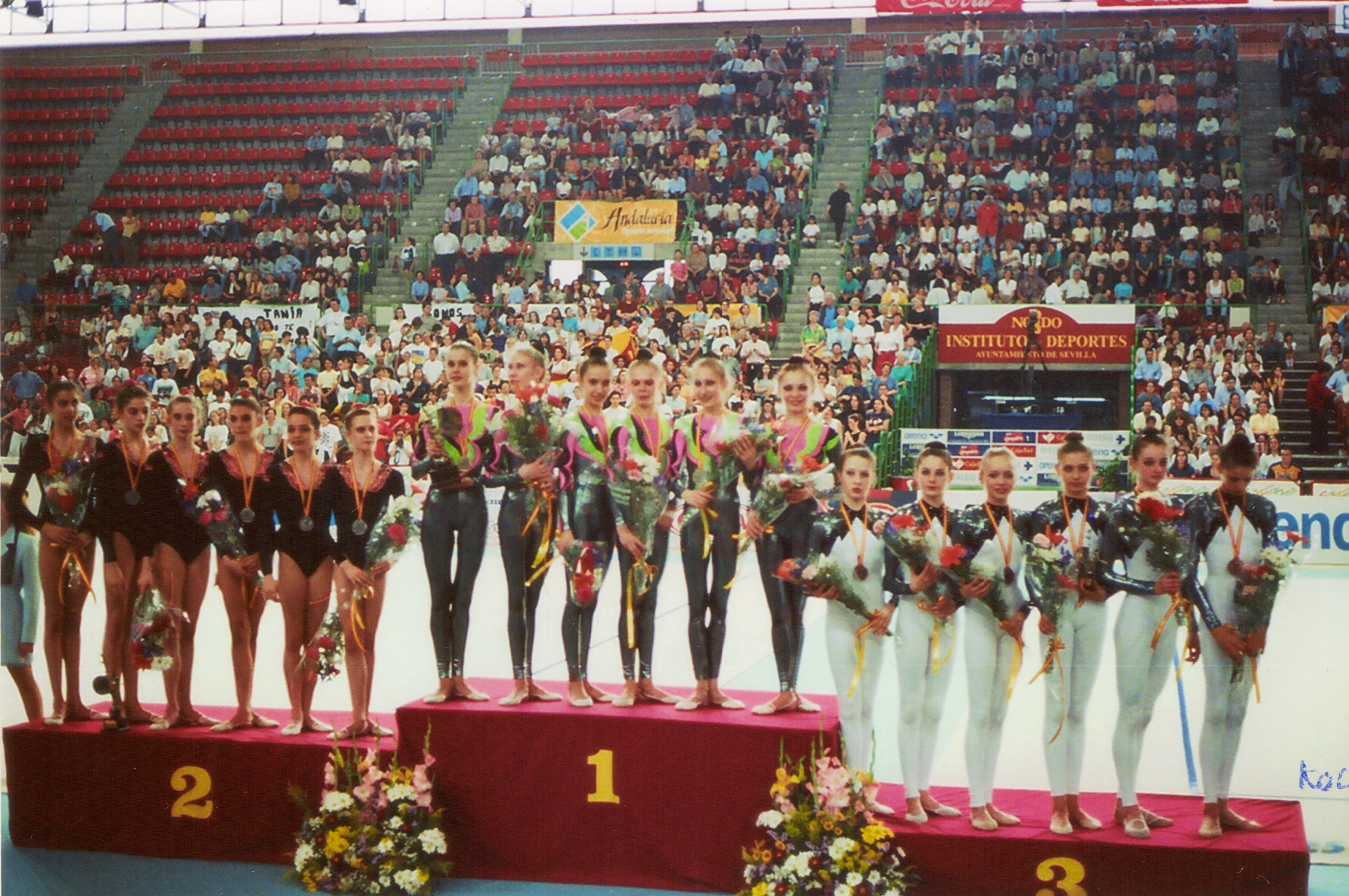
El conjunto español (izqda.) con la plata en el podio del concurso general del Mundial de Sevilla (1998).
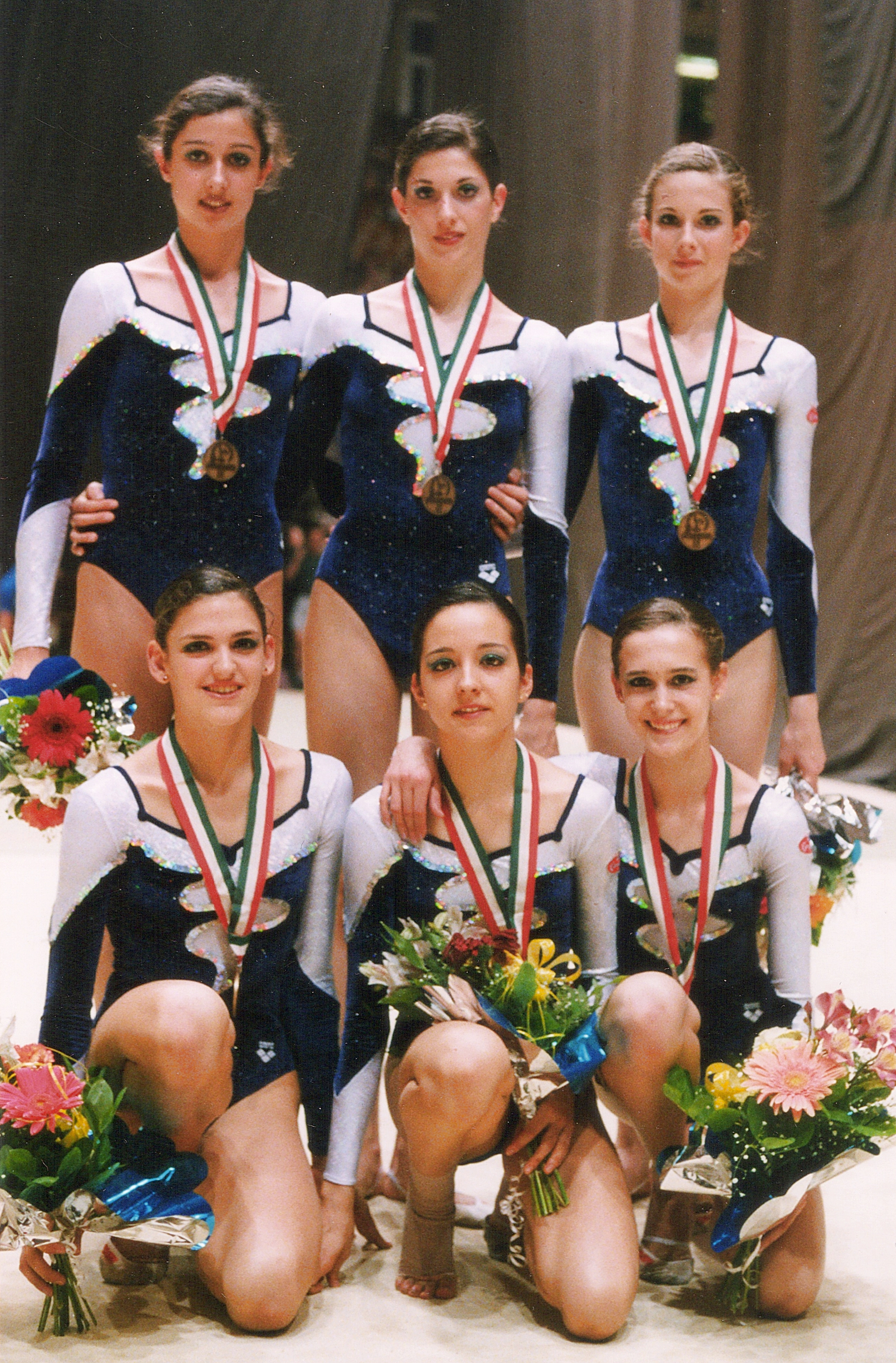
Paula Orive (abajo, a la izquierda) con el equipo nacional en el Europeo de Budapest (1999).

## Filmografía

### Programas de televisión
| Programas de televisión | Programas de televisión | Programas de televisión | Programas de televisión                                         |
| Año                     | Título                  | Cadena                  | Notas                                                           |
| ----------------------- | ----------------------- | ----------------------- | --------------------------------------------------------------- |
| 2015                    | Somos deporte           | VTV Gasteiz             | Entrevistada                                                    |
| 2015                    | Somos deporte           | VTV Gasteiz             | Entrevistada junto a María Ereñaga, Marga Armas y Joana Arribas |
| 2017                    | Somos deporte           | VTV Gasteiz             | Entrevistada junto a María Ereñaga                              |
| 2018                    | Somos deporte           | VTV Gasteiz             | Entrevistada junto a María Ereñaga                              |